# Lofi hip-hop
Lofi hip hop é um tipo de música downtempo que combina elementos de hip hop e música chill-out . Foi popular na década de 2010 no YouTube .